# Gösta Björnström
Gustaf Herman (Gösta) Björnström, född 10 juni 1916 i Viborg, död den 27 juli 1987 i Borgå, var en finländsk jurist.
Björnström blev student 1934, avlade högre rättsexamen 1944 och blev vicehäradshövding 1949. Han blev andre biträdande länsman i Malms distrikt 1945, äldre kommissarie vid Helsingfors polisinrättning 1946, jurist vid Nordiska Föreningsbankens notariatavdelning 1946, var anställd vid Jarl Takolanders advokatbyrå 1946–1951, innehade egen advokatbyrå i Helsingfors 1951–1959, var tillförordnad yngre justitierådman vid Helsingfors rådhusrätt 1960, extra ordinarie yngre justitierådman 1960–1962, yngre justitierådman 1962–1963 och borgmästare i Borgå från 1963 till sin pensionering 1981. Han var tillförordnad brottmålsnotarie vid Helsingfors rådhusrätt 1953–1956, ordinarie 1956–1962.
Gösta Björnström var son till direktör Jacob Carl Gustaf Herman Björnström och Gertrud Erikson.